# Louis Speyer
Scènes principales
Orchestre symphonique de Boston
Louis Speyer est un hautboïste américain né le 2 mai 1890 à Paris et mort le 8 janvier 1980 à Norfolk (Massachusetts). 

## Biographie
Louis-Marius Speyer naît le 2 mai 1890 à Paris[réf. nécessaire]. 
Il étudie le hautbois avec Georges Gillet au Conservatoire de Paris, remporte un second accessit en 1909, un premier accessit en 1910 et un premier prix en 1911. Il est supplémentaire à l'Orchestre Colonne qui accompagne les Ballets russes à Paris et participe à la création de plusieurs œuvres de Maurice Ravel et Igor Stravinsky. Au début de 1913, il rejoint le nouvel Orchestre du Théâtre des Champs-Élysées dirigé par Pierre Monteux qui donne sa première représentation le 2 avril 1913. Deux mois plus tard, Louis Speyer joue avec cet orchestre dans l'un des concerts les plus célèbres de tous les temps. Le programme comprend les Sylphides, le Spectre de la rose et les Danses polovtsiennes mais surtout le Sacre du printemps dont la première est restée dans toutes les mémoires.
Il se rend aux États-Unis à l'été 1918 avec l'Orchestre de la Garde républicaine pour une tournée de bienfaisance de trois semaines. Il s'y installe, invité à rejoindre l'Orchestre symphonique de Boston par Henri Rabaud qui l'engage. Il est cor anglais solo du Boston Symphony de 1918 à 1964. Au cours de sa carrière exceptionnellement longue, il joue sous la direction de Pierre Monteux, Serge Koussevitzky, Charles Munch et Erich Leinsdorf. Munch tente de faciliter la retraite de Speyer âgé de 72 ans mais n'y parvient pas et Speyer lui survit de 2 ans à l'orchestre. Très tôt dans sa carrière américaine, Speyer joue également avec le Boston Symphony Ensemble, un orchestre de chambre dirigé par Daniel Kuntz (de) pour les concerts d'été.
Louis Speyer reçoit la médaille de la Reconnaissance française et le titre de chevalier de la Légion d'honneur du gouvernement français. 
Il devient citoyen américain en octobre 1923. Il épouse Camille Torno, dont les parents français ont immigré aux États-Unis depuis l'Algérie. Il meurt le 8 janvier 1980 à Norfolk (Massachusetts)[réf. nécessaire].
De nombreuses œuvres pour cor anglais sont dédiées à Speyer. Parmi les plus connues figure la Sonate pour cor anglais de Paul Hindemith achevée en 1941 à la fin d'un été à Tanglewood. Inspirée par le jeu de Speyer, la mécène Elizabeth Sprague Coolidge convainc Arthur Honegger en 1947 d'écrire un concerto pour cor anglais. Honegger écrit un double concerto, le Concerto da camera pour flûte, cor anglais et orchestre, créé en 1949 en Europe sans Speyer auquel il dédié.